# Videodatei
Eine Videodatei ist in der Informationstechnologie eine Datei, die zum Speichern, zur Wiedergabe, zum Bearbeiten und zur Datenübertragung von bewegten Bildern und gegebenenfalls eines Begleittons dient.

## Allgemeines
Dateien sind Speichermedien, die je nach Inhalt bestimmte Dateiformate erfordern. Das Dateiformat definiert unter anderem Zugehörigkeit, Aufgabe und Klasse der Datei (Betriebssystemdatei oder Textdatei usw.). In welchem Dateiformat eine Datei gespeichert wurde, lässt sich an ihrer Dateinamenserweiterung erkennen (etwa „*.exe“ für ein ausführbares Computerprogramm oder „*.doc“ für eine Microsoft-Textdatei).

## Dateiformate
Die wichtigsten Dateiformate für Videodateien sind.
| Dateiformat                        | Dateiendung |
| ---------------------------------- | ----------- |
| Adobe Flash                        | *.swf       |
| Advanced Streaming Format          | *.asf       |
| Audio Video Interleave             | *.avi       |
| Flash Video                        | *.flv       |
| QuickTime                          | *.mov       |
| RealMedia                          | *.rm        |
| Windows Media Video                | *.wmv       |
| 3rd Generation Partnership Project | *.3gp       |

Digitales Fernsehen komprimiert die Fernsehnorm PAL mit dem Standard MPEG-2, Ultra High Definition Television (UHDTV) nutzt MPEG-4.
Von der Videodatei ist das Videoformat zu unterscheiden. Letzteres ist die Zusammenfassung aller audiovisuellen Spezifikationen eines Videos, nämlich Bildauflösung, Bildwiederholungsrate, Farbtiefe und Tonspur.

## Nutzung
Speichern
Das Speichern einer Videodatei geschieht mit Hilfe eines Datenspeichers, der ein bestimmtes Dateiformat unterstützt. Dazu wird das Menü „Speichern“ ausgewählt, das für die Speicherung sorgt. Moderne Betriebssysteme ordnen über das Dateiformat Anwendungen zu, welche die Dateien interpretieren können.
Wiedergabe
Die Wiedergabe kann entweder auf einem Computer mittels Autoplay oder durch spezifische Wiedergabegeräte erfolgen. 
Datenübertragung
Die Datenübertragung über das Internet (durch Download bzw. Upload) ist kompliziert. Das Transmission Control Protocol (TCP) zerlegt eine zu versendende Datei in einzelne kleinere Datenpakete und versendet diese getrennt voneinander über das Internet. Dabei kann ein Datenpaket verschiedene Knotenpunkte im Internet (wie Hostrechner, Server) durchlaufen, weil an jedem Knotenpunkt der optimale Weg für das Paket neu bestimmt wird. Da unterwegs die ursprüngliche Reihenfolge nicht eingehalten werden muss, hat das TCP auch die Aufgabe, die ursprüngliche Reihenfolge beim empfangenden Endgerät wiederherzustellen. Das Internet Protocol (IP) regelt die korrekte Adressierung der Datenpakete, damit die im Internet angeschlossenen Computer eindeutig identifiziert werden können.
Die Datenübertragung der digitalen Daten beginnt mit dem Upload beim Absender und endet mit dem Download beim Empfänger.

## Bearbeitung
Mit einer Videoschnittsoftware können Audio- und Videodateien auf dem Computer in digitaler Form bearbeitet, verändert und geschnitten werden. Zur Verringerung der Dateigröße gibt es verschiedene Verfahren der Videokompression.